# Nino Runeberg

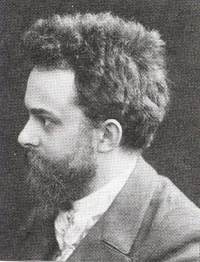
Nino Runeberg.

Hjalmar Johannes ”Nino” Runeberg, född 27 maj 1874 i Rom, död 15 februari 1934 i Helsingfors, var en finländsk filolog, poet och översättare. Han var son till Walter och Lina Runeberg (född Elfving), och därmed sonson till Johan Ludvig Runeberg. Han var far till Walter, Fred och Arne Runeberg och Heidi Parland.
Runeberg flyttade redan i tvåårsåldern med familjen till Paris, där han växte upp och blev student 1892. Han blev student vid Kejserliga Alexanders Universitetet i Finland 1894, filosofie magister 1897, filosofie licentiat 1905 och filosofie doktor 1907 vid Helsingfors universitet. Han var från 1902 verksam som lärare i Helsingfors.
Runeberg debuterade 1899 med ett häfte Dikter, som 1902 följdes av Nya dikter (båda utgivna under pseudonymen "Alceste"). Dessa innehåller främst ungdomlig stämningslyrik och fosterländsk tendensdikt, i vilken skalden ger uttryck för en idealism, vilken i den tredje samlingen, Dikter (1908), når sin kulmen i en fördjupad tankelyrik, inspirerad av ett levande krav på mänsklig fullkomning och buren av ett starkt etiskt patos i förening med en upphöjd skönhetslängtan. Han hämtade med förkärlek sina motiv från historien, sagan och legenden.
Inom området av sin vetenskap, romansk filologi, publicerade Runeberg Le Conte de l'Ile-Poisson (i "Mémoires de la Société néophilologique à Helsingfors" 1902) samt den akademiska avhandlingen Études sur la Geste Rainouart (1905). 
Runeberg var grundande medlem i Esperantoförbundet i Finland och dess första ordförande. Han hade även starka teosofiska intressen. Som översättare har han bland annat översatt Lewis Carroll, Heinrich Hoffmann, Epiktetos, Wilhelm Busch och Daniel Defoe till svenska. Bland Nino Runebergs översättningar märks också Bhagavad-Gita.

### Uppslagsverk
- Runeberg, Nino i Uppslagsverket Finland (webbupplaga, 2012). CC-BY-SA 4.0
- Runeberg i Nordisk familjebok (andra upplagan, 1916)